# Zdzisław Baszak
Zdzisław Julian Baszak ps. „Pirat” (ur. 8 lipca 1920 w Woli Gręboszowskiej, zm. 28 listopada 2024 w Tarnowie) – generał brygady Wojska Polskiego.

## Życiorys
Urodził się 8 lipca 1920 w Woli Gręboszowskiej, w rodzinie Jana i Marii z domu Tarka. Absolwent II Gimnazjum im. Jana Tarnowskiego w Tarnowie. W 1939 ukończył Dywizyjny Kurs Podchorążych Rezerwy 6 DP przy 20 pułku piechoty w Krakowie i został przydzielony do II batalionu 16 pułku piechoty w Tarnowie. W jego szeregach walczył w kampanii wrześniowej. 
W 2007 został awansowany na pułkownika niepodlegającego obowiązkowi służby wojskowej. 30 sierpnia 2021 prezydent RP Andrzej Duda, na wniosek ministra obrony narodowej, mianował go na stopień generała brygady.
Zmarł 28 listopada 2024. 2 grudnia został pochowany na cmentarzu komunalnym w Krzyżu, w Tarnowie.

## Ordery i odznaczenia
- Krzyż Oficerski Orderu Odrodzenia Polski – 14 września 2010 „za wybitne zasługi dla niepodległości Rzeczypospolitej Polskiej”[5]